# Al Hassan ben Abu Muhammad II
Vous pouvez aider à l'améliorer ou bien discuter des problèmes sur sa page de discussion.
- Certaines informations devraient être mieux reliées aux sources mentionnées dans la bibliographie ou les liens externes. Améliorez sa vérifiabilité en les associant par des références. (Marqué depuis février 2025)
- Son texte doit être wikifié : il ne correspond pas à la mise en forme Wikipédia (style, typographie, liens internes, liens entre les wikis, etc.). (Marqué depuis février 2025)
- Les conventions bibliographiques ne sont pas respectées. La bibliographie et les liens externes sont à corriger. (Marqué depuis février 2025)
- Il n’est pas rédigé dans un style encyclopédique. (Marqué depuis février 2025)
- La traduction doit être revue. Le contenu est difficilement compréhensible à cause d’erreurs de traduction, peut-être dues à l’utilisation d’un logiciel de traduction automatique. (Marqué depuis février 2025)

Al-Hassan ibn Abu Muhammad ou Al Hassan (mort en 1558 , Oran ) était le vingt -huitième et dernier souverain de Tlemcen de la dynastie des Zianides (1550-1555). Après son renversement, les possessions Zianides passèrent sous la vassalité ottomane.

## Biographie
Al-Hassan succéda à son frère Abû Zayyan III en 1550 . À cette époque, une partie des possessions des Abdalwadides était déjà sous le contrôle des Espagnols, et une autre partie (y compris l'Algérie) était aux mains du pirate Khayr ad-Din Barberousse, qui se reconnaissait comme un vassal ottoman. Son frère Abû Zayyan arriva au pouvoir sous la bannière de la guerre contre les chrétiens (les Espagnols soutenaient le frère aîné d'Abû Zayyan et al-Hassan, Abu Abdullah VI), il y avait donc un fort sentiment pro-ottoman parmi la noblesse.
En 1551, les chérifiens capturèrent brièvement Mostaganem et Tlemcen, mais une fois leur armée rappelée au pays, les Turcs libérèrent Mostaganem et rétablirent l'émir de Tlemcen. La datation de ces événements à 1551 est incertaine. Les Turcs étaient arrogants et méprisaient les Arabes.
En 1554, une rumeur se répandit selon laquelle Al-Hassan avait contacté les Espagnols d'Oran, espérant leur aide pour expulser les Turcs, et le beylerbey Salah Raïs (1552-1556) déclencha immédiatement une rébellion. L'assemblée des oulémas fut contrainte de déclarer Al-Hassan traître et indigne du trône. Au début de l'année 1555, Al-Hassan fut contraint de quitter définitivement Tlemcen et de se rendre à Oran, où Martin Alonso Fernández de Córdoba Montemayor y Velasco le comte d'Alcaudete (gouverneur espagnol de 1538 à 1558) fut remplacé par Alonso de Cordova y Fernandez de Velasco, également comte d'Alcaudete. Les Espagnols accueillirent l'émir déchu et lui donnèrent refuge. A partir de 1555, Tlemcen est effectivement gouvernée par un agha turc .
Al-Hassan meurt à Oran de la peste en 1558 . Il laissa un fils, qui fut baptisé sous le nom de Carlos et reçut des terres en Castille de l'empereur Charles Quint.

## Crédit d'auteurs
- (ru) Cet article est partiellement ou en totalité issu de l’article de Wikipédia en russe intitulé « Аль Хассан бен Абу Му » (voir la liste des auteurs).